# Paolo Boccone

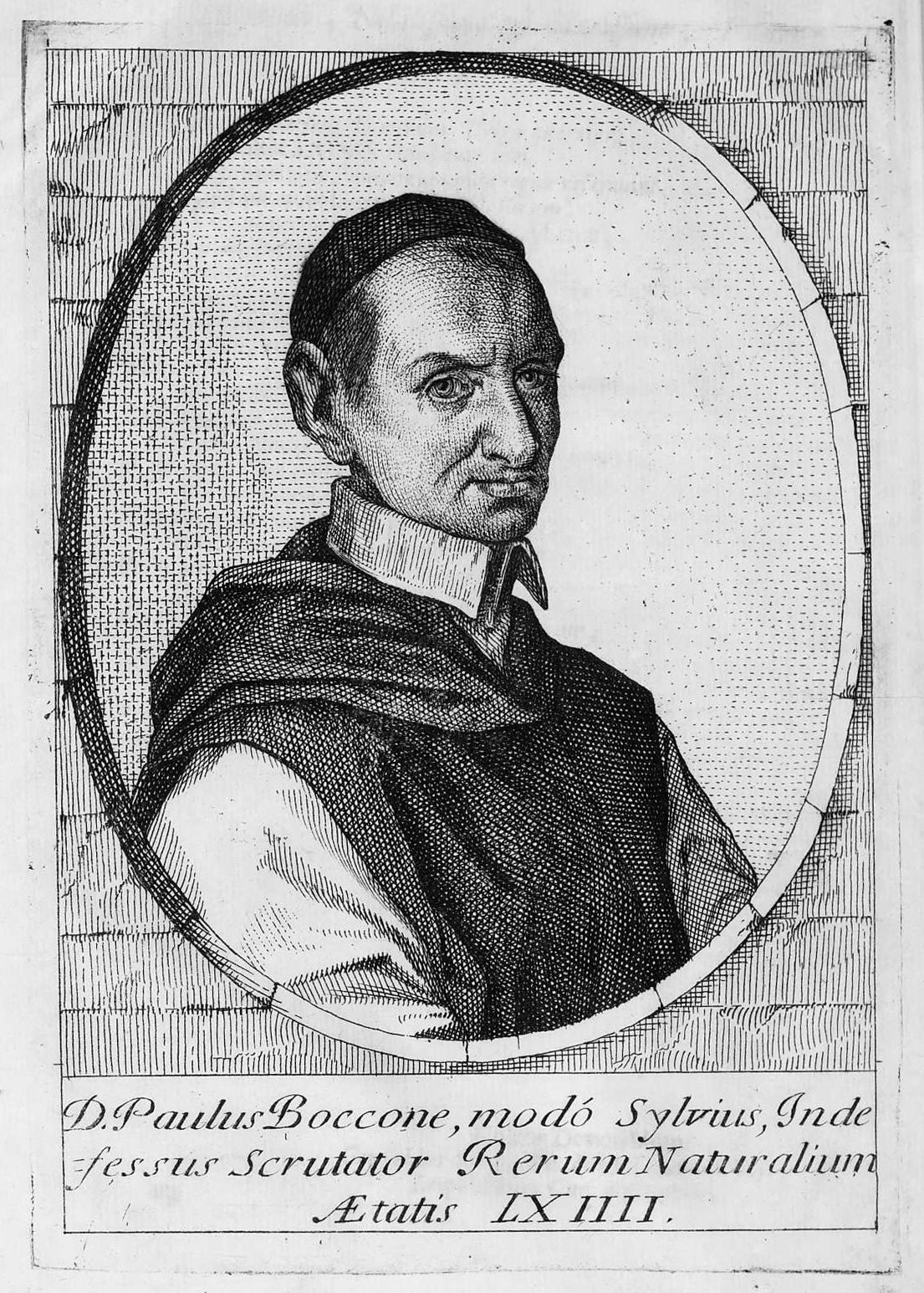
Porträt von Paolo Boccone veröffentlicht in seinem Werk Museo di fisica … von 1697

Paolo Boccone (später Bruder Silvio, * 24. April 1633 in Palermo; † 22. Dezember 1704 in Altofonte) war ein italienischer Zisterzienser und Botaniker. Sein offizielles botanisches Autorenkürzel lautet „Boccone“.

## Leben und Wirken
Boccone studierte Literatur, Philosophie und Theologie, anschließend empfing er die Priesterweihe. In Rom lernte er Charles Plumier kennen, der in ihm das Interesse an der Wissenschaft weckte. Seine botanischen Kenntnisse vertiefte er bei Besuchen der Botanischen Gärten in Messina, Padua und Florenz. Die botanische Sammlung in Padua war für ihn von besonderem Interesse, da dort Arten aus den früheren Besitzungen Venedigs kultiviert wurden. Diese Studien erlaubten es ihm grundlegende Werke zur Flora Italiens und des Mittelmeeres zu veröffentlichen. Er soll Hofbotaniker beim toskanischen Großherzog Ferdinand II. und dessen Sohn Cosimo III. gewesen sein.
Boccone unternahm Forschungsreisen durch Italien, bereiste Sizilien, Malta, Korsika, die Niederlande, England und Polen. Auf Kreta entdeckte er eine neue Variante der Campanula saxatilis subsp. saxatilis Im Jahr 1682 trat Boccone in Florenz in den Orden der Zisterzienser ein, nahm den Namen „Silvio“ an und absolvierte sein Noviziat in Roccamadora (Messina). Später lebte er im Zisterzienserkloster Altofonte in Parco bei Palermo.
An der Universität Padua war er Professor. Im 1697 erschienenen Werk Museo di piante rare … beschreibt er seltene Pflanzen aus Sizilien, Malta, Korsika, dem Piemont und Deutschland.
Boccone war bei seinen Zeitgenossen hochangesehen und stand in Kontakt mit vielen europäischen Naturwissenschaftlern.

## Ehrungen
Plumier benannte ihm zu Ehren die Pflanzengattung Bocconia der Pflanzenfamilie der Mohngewächse (Papaveraceae). Carl von Linné übernahm später diesen Namen.
1696 wurde Boccone Ehrenmitglied der Academia Curiosorum in Halle an der Saale.

## Schriften (Auswahl)

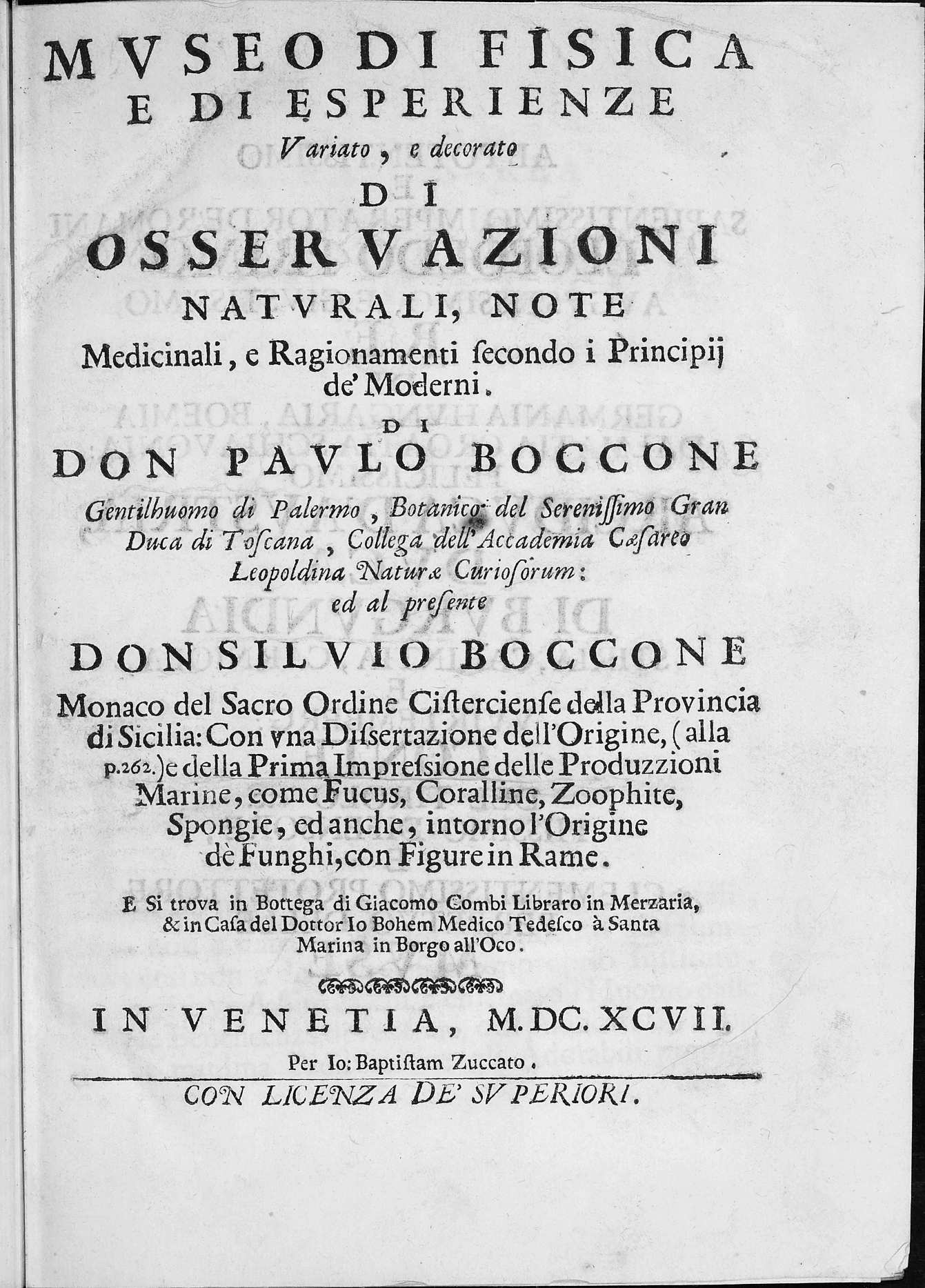
Museo di fisica e di esperienze, 1697

- Recherches et observations naturelles. Amsterdam 1674 (französisch, archive.org).
- Robert Morison (Hrsg.): Icones & descriptiones rariorum plantarum Siciliae, Melitae, Galliae, & Italiae. e theatro Sheldoniano. Oxford 1674 (Latein, archive.org).
- Museo di fisica e di esperienze. Giovanni Battista Zuccato, Venedig 1697 (italienisch, archive.org).
- Museo di piante rare della Sicilia, Malta, Corsica, Italia, Piemonte, e Germania…. Venedig 1697 (italienisch, archive.org).
- D. Sylvii Bocconis Cistercienser Ordens. Der Käys. Leopoldinischen Reichs-Academi Naturae Curiosorum Mitgliedes und Gross-Hertzoglich Tosskanischen Botanici. Curiöse Anmerckungen uber ein un[d] ander natürliche Dinge …. Michael Rohrlach, Frankfurt / Leipzig 1697 (archive.org).